# Чанъэ-4

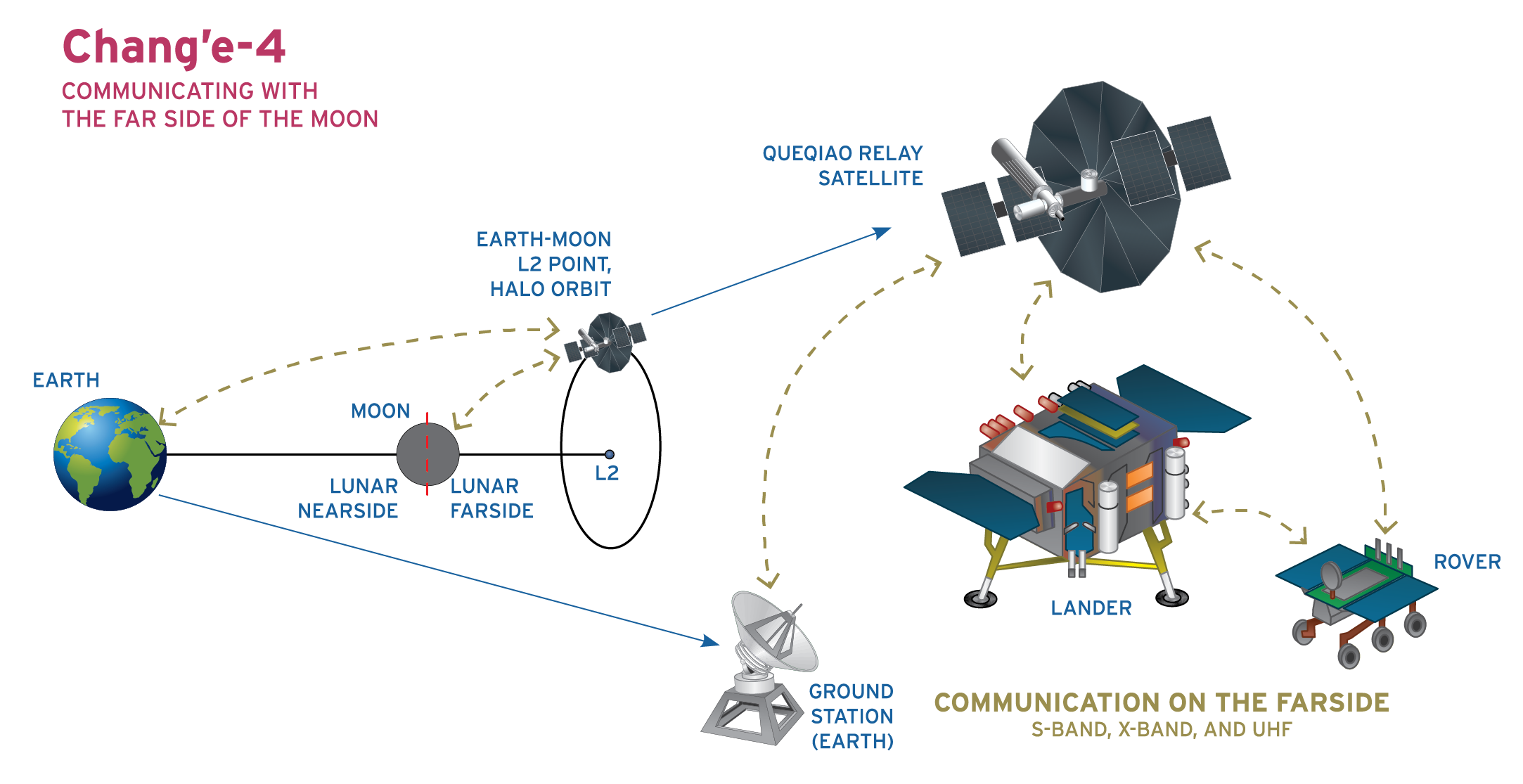
Связь с Землёй посадочного модуля «Чанъэ-4» и лунохода «Юйту-2», находящихся на обратной стороне Луны, через спутник-ретранслятор «Цюэцяо», находящийся на гало-орбите вокруг точки Лагранжа L2

«Чанъэ́-4» (кит. трад. 嫦娥四號, упр. 嫦娥四号, пиньинь Cháng'é sìhào, палл. Чанъэ сы-хао) — китайская автоматическая межпланетная станция для изучения Луны и космического пространства; 3 января 2019 впервые в истории совершила мягкую посадку на обратной стороне Луны. Миссия состоит из стационарной лунной станции «Чанъэ-4», несущей на борту луноход «Юйту-2», и ретрансляционного спутника Цюэцяо, запущенного в точку Лагранжа L2 системы Земля—Луна.
«Чанъэ-4» является частью Лунной программы Китая, продолжением и дублёром миссии «Чанъэ-3», в ходе которой в конце 2013 года на Луну был успешно доставлен луноход «Юйту».
В герметичном контейнере на борту станции, впервые в истории, произошло прорастание на поверхности другого небесного тела семян: хлопчатника, рапса и картофеля.

## Цели миссии
Запланированы и осуществлены:
посадка в кратере фон Ка́рман, входящем в свою очередь в Бассейн Южный полюс — Эйткен;
забор и исследования образцов грунта; специалисты надеются найти в этом регионе материалы, выбитые из верхних слоев лунной мантии, что поможет пролить свет на её геологическую историю.
Южный полюс — Эйткен является крупнейшим и наиболее древним известным импактным бассейном Солнечной системы, его поверхность в среднем на 13 км ниже окружающих возвышенностей. Выбор кратера, названного в честь Теодора фон Кармана, был связан ещё и с тем, что этот учёный был научным руководителем Цяня Сюэсэня (1911—2009), основоположника китайской космонавтики.
Кроме научных задач, миссия позволила Китаю протестировать возможности в реализации систем дальней космической связи.

## Конструкция

### Луноход
1200-килограммовый посадочный аппарат несёт 140-килограммовый луноход «Юйту-2» («Нефритовый заяц-2»), длиной 1,5 метра, шириной 1 метр, высотой около 1,1 метра. Луноход оснащён 2 складными панелями солнечных батарей и 6 колесами, антенной связи, четырьмя панорамными камерами, которые могут работать одновременно.
На луноходе установлен также георадар, позволяющий зондировать слой реголита, спектрометр изображений, работающий в видимом и ближнем инфракрасном диапазонах, анализатор энергичных нейтральных атомов и ряд других приборов.

### Источник питания
Энергоснабжение оборудования миссии осуществляется тепловыми блоками — радиационными источниками тепла и радиоизотопными источниками электроэнергии, использующими энергию альфа-распада изотопа плутоний-238. Тепловые блоки разработаны в Российском федеральном ядерном центре ВНИИЭФ, корпуса тепловых блоков изготовлены из композиционных материалов специалистами АО «НИИграфит».

## Ход миссии

### Подготовка
Запуск и мягкая посадка на Луну первоначально планировались в 2015 году.
Поскольку с обратной стороной Луны отсутствует прямая видимость, для организации связи с аппаратами используется ретрансляционный спутник «Цюэцяо» («Сорочий мост»), который был запущен с космодрома Сичан 20 мая 2018 года в точку Лагранжа L2 ракетой-носителем «Чанчжэн-4C».
Одновременно с «Цюэцяо» были также запущены два малых аппарата Харбинского политехнического университета «Лунцзян-1» и «Лунцзян-2».

### Запуск, полёт и посадка на Луну
«Чанъэ-4» был успешно запущен с Земли 7 декабря 2018 года (в 21:00 по московскому времени, 8 декабря примерно в 02:00 по местному времени) ракетой-носителем «Чанчжэн-3B» с космодрома Сичан.
12 декабря 2018 года в 11:39 мск аппарат вышел на эллиптическую орбиту вокруг Луны (высота перицентра 100 км, высота апоцентра 400 км).
19 декабря 2018 года «Чанъэ-4» установил связь со спутником-ретранслятором «Цюэцяо» и связался с Землёй.
30 декабря 2018 года в 08:55 по пекинскому времени (03:55 мск) «Чанъэ-4» перешёл с круговой 100-км орбиты на эллиптическую орбиту вокруг Луны (высота перицентра 15 км, высота апоцентра 100 км).
3 января 2019 года в 05:26 мск выполнено прилунение на обратной стороне Луны в точке с координатами 45°28′15″ ю. ш. 177°36′20″ в. д. / 45,47084° ю. ш. 177,60563° в. д..
«Чанъэ-4» прилунился на пологом склоне в 8,35 м к северу от края кратера диаметром 25 м. Этот кратер окружён пятью другими ударными кратерами. В журнале Nature Communications опубликовали точные координаты места посадки зонда: 177,5991° восточной долготы и 45,4446° южной широты.

### Работа на поверхности Луны

Панорама посадочной площадки «Чанъэ-4» на обратной стороне Луны 15 февраля 2019 года

После прилунения 3 января 2019 года в 06:40 мск аппарат сделал первый в мире снимок поверхности обратной стороны Луны с близкого расстояния и передал его на Землю через спутник-ретранслятор «Цюэцяо». В этот же день в 17:22 мск планетоход «Юйту-2» съехал с посадочного модуля по наклонной рампе на поверхность Луны.
С 4 января по 10 января «Юйту-2» во время лунной ночи находился в режиме «сна». Посадочный модуль «Чанъэ-4» в это время прошёл низкотемпературные испытания.
10 января в 17:14 по пекинскому времени (12:14 по Москве) «Юйту-2» успешно вышел из режима «сна» и сделал первые фотографии. «Юйту-2» провёл научно-исследовательскую работу в дневное время, которое продлилось до 12 января.
С 14 января 2019 года во время лунной ночи луноход «Юйту-2» и спускаемый модуль «Чанъэ-4» находились в спящем режиме.
29 января 2019 года, около 20:00 вышел из спящего режима луноход «Юйту-2».
30 января 2019 года в 20:39 посадочный модуль «Чанъэ-4» также вышел из спящего режима. Температура на поверхности Луны за это время опускалась до -190 °C.

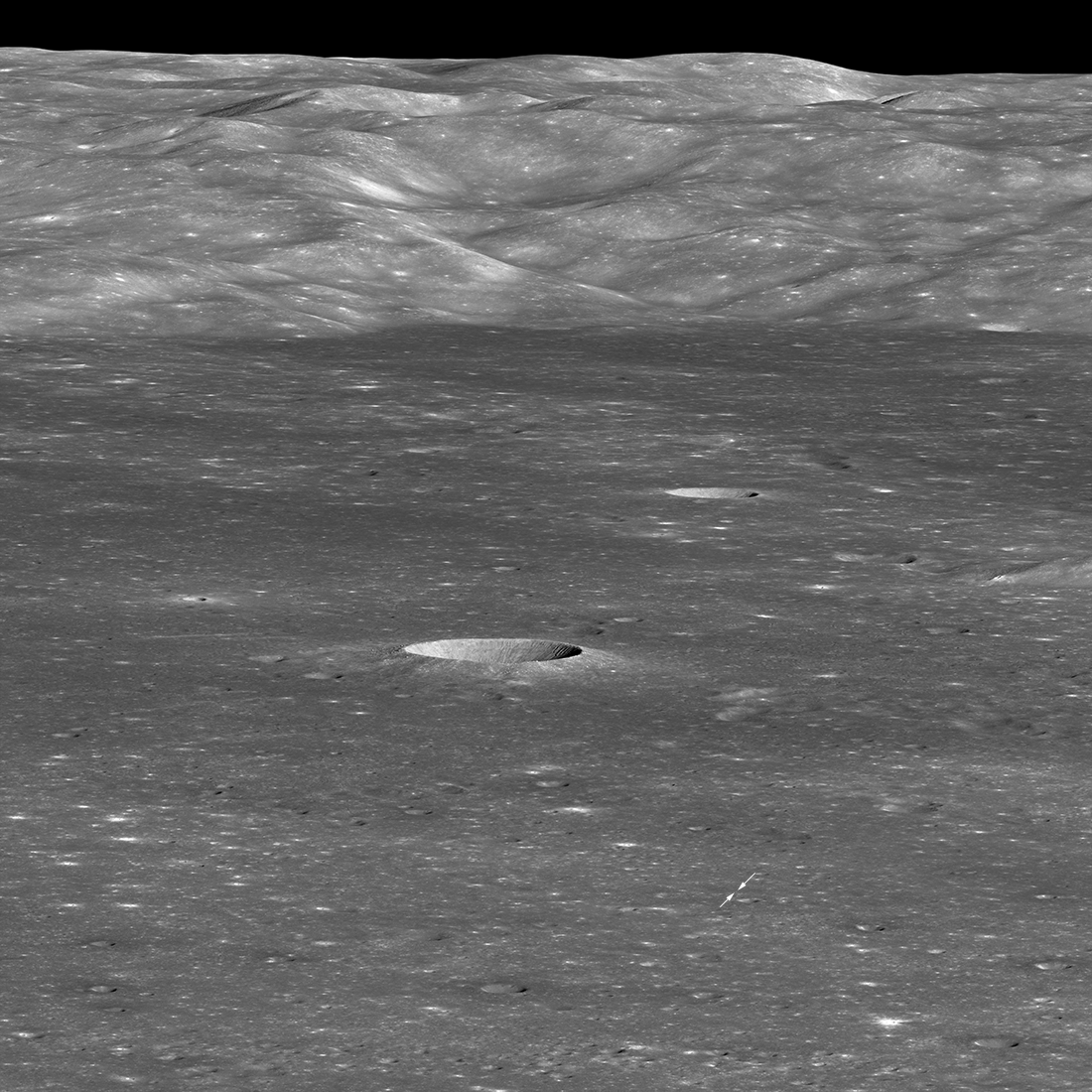
Чанъэ-4 на снимке американского зонда Lunar Reconnaissance Orbiter 30 января 2019 года

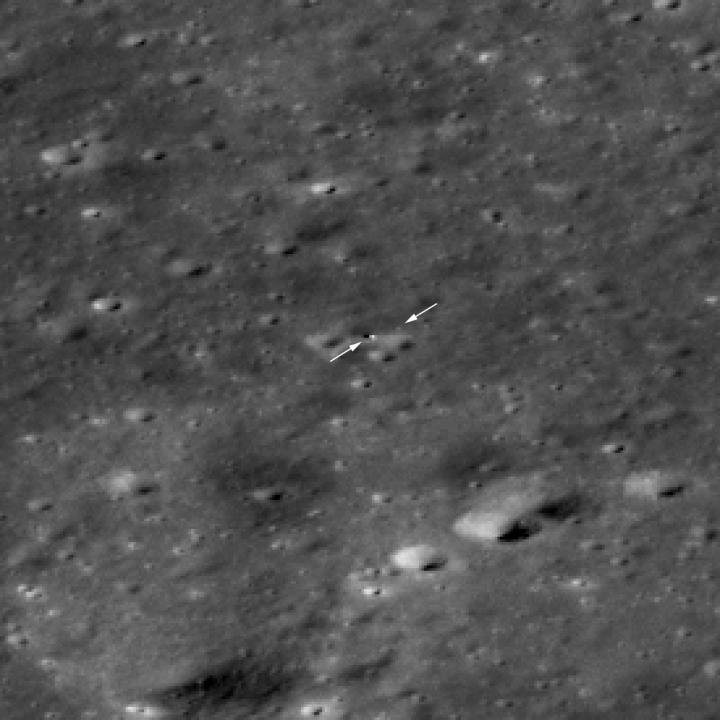
«Чанъэ-4» на снимке американского зонда Lunar Reconnaissance Orbiter 8 февраля 2019 года

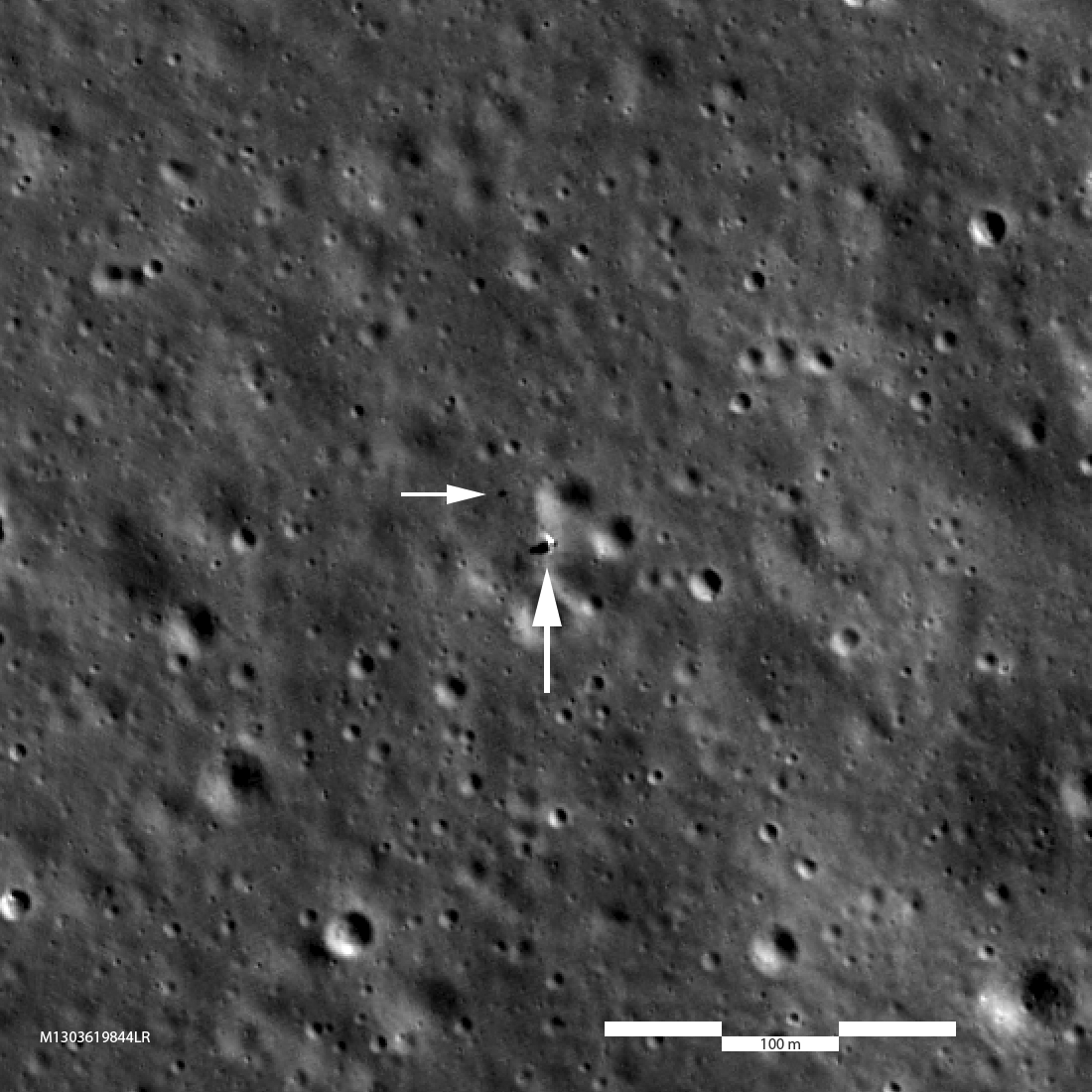
«Чанъэ-4» и луноход «Юйту-2» на снимке американского зонда Lunar Reconnaissance Orbiter 1 февраля 2019 года

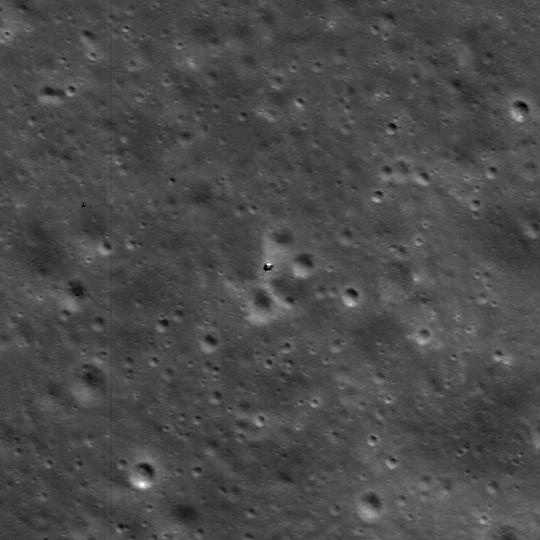
«Чанъэ-4» и луноход «Юйту-2» на снимке американского зонда Lunar Reconnaissance Orbiter 1 июля 2019 года

В начале февраля 2019 года американский космический аппарат Lunar Reconnaissance Orbiter (LRO) прошёл почти прямо над местом посадки «Чанъэ-4» и выполнил его фотосъёмку.
В январе–феврале 2019 года Нейтронный и дозиметрический эксперимент (Lunar Lander Neutrons and Dosimetry experiment, LND) впервые измерил уровень радиации на поверхности Луны в зависимости от времени. Эквивалентная мощность дозы излучения составила около 1369 микрозиверт в сутки, что примерно в 1,9 раза превышает аналогичный показатель на борту Международной космической станции (731 микрозиверт в сутки) и приблизительно в 200 раз — на поверхности Земли. В пределах погрешности данные LND сходятся с данными детектора космических лучей CRaTER, которым 2 февраля 2019 года измеряли радиационный фон на точке орбиты вблизи положения посадочного модуля «Чанъэ-4».
На 4 марта «Юйту-2» проехал 127 метров по поверхности обратной стороны Луны и прислал снимки, на которых видны камни и колея от его колёс. Затем луноход аппарат перешёл в режим «сна». 10 марта «Юйту-2» должен будет вернуться к работе. 14 марта года агентство «Синьхуа» сообщило, что луноход «Юйту-2» проехал по поверхности обратной стороны Луны 163 метра и, возможно, сможет проработать дольше запланированного трёхмесячного цикла. За третий лунный день «Юйту-2» проехал 43 метра, добавив их к пройденным 44,185 м в первый лунный день и 75,815 м во второй лунный день. С 13 марта 2019 года оборудование посадочного модуля «Чанъэ-4» и ровер «Юйту-2» переведены в спящий режим до окончания третьей лунной ночи. Перемещения «Юйту-2» по поверхности обратной стороны Луны удалось зафиксировать при помощи трёхкамерной системы фотографирования АМС Lunar Reconnaissance Orbiter.
В ходе четвёртых лунных суток с 29 марта по 1 апреля проехал по лунной поверхности 8 метров. Затем оба аппарата перешли в режиме «сна» до 8 апреля. С 8 по 12 апреля «Юйту-2» проехал по лунной поверхности ещё 8 метров, после чего с наступлением пятой лунной ночи опять ушёл в режим «сна» до 28 апреля.
«Юйту-2» с помощью спектрометра VNIS обнаружил в кратере Кармана минералы ортопироксен и оливин, которые могут происходить из лунной мантии. На пятый лунный день «Юйту-2» удалось проехать 12 м. В это время у китайского лунохода начали нештатно работать сенсоры системы автоматического обхода препятствий, так как отражение солнечного света от элементов корпуса ровера засвечивало сенсоры. Ситуацию удалось выправить с помощью корректировки программного обеспечения и её перезагрузки. За всё время работы ровер преодолел примерно 190 м 66 см. К концу шестого лунного дня «Юйту-2» преодолел в целом 212,99 метра на обратной стороне Луны. 9 июня посадочный модуль «Чанъэ-4» и луноход «Юйту-2» перешли в спящий режим в связи с наступлением двухнедельной лунной ночи.
28 июля «Чанъэ-4» и «Юйту-2» успешно вышли из спящего режима в котором находились с 9 июля и приступили к восьмому месяцу работ на обратной стороне Луны. За восьмой лунный день луноход «Юйту-2» проехал 61 метр, проводя зондирование местности, изучая ландшафт, структуру грунта и измеряя уровень нейтронной радиации, излучаемой звездами. 8 августа 2019 года наступила двухнедельная лунная ночь и «Юйту-2» перешёл в режиме «сна» на 14 земных суток. Общий путь, пройденный по обратной стороне Луны, составил 271 метр.
17 августа в информационной публикации было объявлено о находке необычного материала, исследовавшегося прибором видимого и ближнего инфракрасного спектрометра VNIS. Клайв Нил из Университета Нотр-Дам считает, что материал, обнаруженный китайским луноходом в центре кратера, напоминает образец ударного стекла 70019, обнаруженный астронавтом-геологом Харрисоном Шмиттом во время миссии «Аполлон-17» в 1972 году.
24 августа «проснулся» луноход «Юйту-2», а через день — посадочный модуль «Чанъэ-4». Планировалось проводить анализ структуры грунта на наличие полезных ископаемых, замерять уровень нейтронной радиации, излучаемой звёздами.
5 октября 2019 года в 07:43 UTC в режим сна перешёл «Юйту-2» в 11:30 UTC — посадочный аппарат «Чанъэ-4». Всего «Юйту-2» уже проехал по обратной стороне Луны 289 метров 76 сантиметров.
22 октября 2019 года «Юйту-2» возобновил работу. 4 ноября «Юйту-2» и «Чанъэ-4» перешли в спящий режим. К концу 11 лунного дня «Юйту-2» преодолел в целом 318,621 метра на обратной стороне Луны.
17 марта 2020 года в 23:30 (UTC) «Юйту-2» автономно вышел из спящего режима, а 18 марта в 15:38 (UTC) из спящего вышел посадочный аппарат «Чанъэ-4».
30 апреля 2020 года «Чанъэ-4» отключился на время лунной ночи.
16 мая 2020 года «Юйту-2», находящийся на расстоянии 292 метра от посадочного аппарата, вышел из спящего режима в 11:53 по пекинскому времени. 17 мая в 3:25 по пекинскому времени проснулся «Чанъэ-4».
12 сентября 2020 года в 5:15 утра в субботу по пекинскому времени посадочный модуль миссии «Чанъэ-4» возобновил работу на 22 лунный день на обратной стороне Луны. 24 сентября посадочный модуль «Чанъэ-4» и луноход «Юйту-2» перешли в спящий режим с приходом лунной ночи, стабильно проработав 22 лунных дня.
11 октября 2020 года в 11:56 по пекинскому времени посадочный модуль миссии «Чанъэ-4» возобновил работу на 23 лунный день. 23 октября в 21:40 BJT (13:40 UTC) и посадочный модуль «Чанъэ-4» в перешёл режим гибернации. Все бортовые приборы отработали в 23 лунный день в штатном режиме.
10 ноября 2020 года в 03:12 по пекинскому времени посадочный модуль миссии «Чанъэ-4» возобновил работу на 24 лунный день.
22 декабря 2020 года в 05:00 BJT (21:00 21 декабря UTC), отработав в штатном режиме 25-й лунный день, «Чанъэ-4» перешёл в спящий режим. Общее расстояние, пройденное луноходом «Юйту-2» по поверхности обратной стороны Луны, составило 600,55 метра.

### Биологический эксперимент
На борту посадочного модуля находится контейнер высотой 198 мм и диаметром 173 мм, предназначенный для формирования замкнутой биосферы. Контейнер помимо воды, почвы и воздуха содержал организмы шести видов: семена хлопчатника, рапса, картофеля, резуховидки, яйца плодовой мухи (дрозофилы) и дрожжевые грибки, а также две маленькие камеры и систему контроля тепла, поддерживающую температуру 25 градусов Цельсия. Во время подготовки к запуску, за два месяца до посадки на Луне, при помощи специальных технологий семена и яйца были законсервированы на время подготовки и полета к Луне. 3 января после совершения посадки на Луну семена были политы водой. 15 января на конференции было заявлено, что камерами зафиксировано прорастание одного из семян хлопка, после которого проросли также семена картофеля и рапса. Это было первое в истории прорастание земных семян на поверхности другого небесного тела. Также было сообщено, что 12 января в связи с наступлением первой для спускаемого модуля лунной ночи с низкими температурами в рамках перевода спускаемого модуля в «спящий режим» было выключено питание аппаратуры контейнера, на чём эксперимент был завершён.

## Новые имена на карте Луны
4 февраля 2019 года Международный астрономический союз одобрил имена для объектов в районе посадки АМС «Чанъэ-4»: само место посадки получило наименование Statio Tianhe в честь древнего китайского названия Млечного Пути (кит. 天河), три кратера внутри кратера Фон Карман получили названия в честь созвездий на древних китайских картах звёздного неба: Zhinyu (кит. 織女, также указывает на богиню Чжи-нюй), Hegu (кит. 河鼓) и Tianjin (кит. 天津), а центральный пик кратера Фон Карман получил название Mons Tai в честь горы Тайшань.